# Pseudopetalophthalmus australis
Pseudopetalophthalmus australis är en kräftdjursart som först beskrevs av Panampunnayil 1982.  Pseudopetalophthalmus australis ingår i släktet Pseudopetalophthalmus och familjen Petalophthalmidae. Inga underarter finns listade i Catalogue of Life.